# (3169) Ostro
(3169) Ostro (1981 LA) – planetoida z pasa głównego asteroid okrążająca Słońce w ciągu 2,6 lat w średniej odległości 1,89 au. Odkryta 4 czerwca 1981 roku.

## Planetoida podwójna
W grudniu 2005 roku poinformowano, że planetoida ta jest najprawdopodobniej obiektem podwójnym. Wielkości obydwu składników układu to około 4,4 × 3,4 x 3,2 km oraz 4,8 × 2,6 x 2,4 km. Są one oddalone o ok. 4,8 km od siebie i obiegają wspólny środek masy w czasie 0,2701 ± 0,0002 dnia.